# Порто Сант'Елпидио
По̀рто Сант'Елпѝдио (на италиански: Porto Sant'Elpidio, на местен диалект lu Portu de Sallupìjo, лу Порту де Салупийо) е морски курортен град и община в Централна Италия, провинция Фермо, регион Марке. Разположен е на брега на Адриатическо море. Населението на общината е 25 780 души (към 2011 г.).
До 2004 г. общината е част от провинция Асколи Пичено, когато участва в новата провинция Фермо.